# شركة مطارات القابضة
شركة مطارات القابضة، شركة مساهمة مقفلة، مملوكة لهيئة الطيران المدني السعودي ، تقوم بتملك الوحدات المخصصة والإشراف عليها وتحقيق التكامل بينها، بما يضمن تخفيض النفقات، وتعظيم الإيرادات، وتحسين الخدمات، مع المحافظة على كل معايير السلامة والأمن وأنظمة الطيران المدني.

## التاريخ
تأسست في 3 جمادى الآخرة 1434هـ الموافق 13 أبريل 2013م بموجب المرسوم الملكي رقم (م/ 78).

## المهمة
التنظيم والإشراف على تطوير المطارات السعودية؛ من خلال تطبيق أفضل تجارب إشراك القطاع الخاص، وجذب الاستثمارات المحلية والدولية؛ لتعزيز تجربة مميزة للعملاء، وتطوير بنية تحتية مستدامة، وتقديم مزايا قيّمة للمستفيدين.

## الرؤية
تطوير المطارات السعودية وتحويلها إلى بوابات اقتصادية داعمة من خلال قيادة جهود التخصيص والتحوّل لتمكين استدامة هذا القطاع.

## مجلس الإدارة
- الأستاذ عبدالعزيز الدعيلج - رئيس مجلس الإدارة
- معالي الأستاذ عبدالعزيز العريفي - عضو مجلس الإدارة
- الأستاذ يزيد الحميد - عضو مجلس الإدارة
- المهندس عبد الله الدبيخي - عضو مجلس الإدارة
- الدكتور غازي الراوي - عضو مجلس الإدارة
- الأستاذة فرح إسماعيل - عضو مجلس الإدارة
- •المهندس معيض السلوم - عضو مجلس الإدارة[2]

## الرئيس التنفيذي المكلف
- المهندس محمد المغلوث[3]

## الشركات المشغلة
- شركة مطارات الرياض "RAC"
- شركة مطارات جدة "JEDCO"
- شركة مطارات الدمام "DACO"
- شركة تجمع مطارات الثاني "Cluster2"

## المطارات
- مطار الملك خالد الدولي
- مطار الملك عبدالعزيز الدولي
- مطار الملك فهد الدولي
- مطار أبها الدولي
- مطار الملك عبدالله بن عبدالعزيز الدولي
- مطار الأمير سلطان بن عبدالعزيز الدولي
- مطار الأمير نايف بن عبدالعزيز الدولي
- مطار الطائف الدولي
- مطار حائل الدولي
- مطار نجران الدولي
- مطار الجوف الدولي
- مطار الأمير عبدالمحسن بن عبدالعزيز الدولي
- مطار القيصومة الدولي
- مطار الأحساء الدولي
- مطار العلا الدولي
- مطار خليج نيوم الدولي
- مطار طريف
- مطار القريات
- مطار عرعر
- مطار رفحاء
- مطار الوجه
- مطار الدوادمي
- مطار رابغ
- مطار بيشة
- مطار وادي الدواسر
- مطار شرورة
- مطار الملك سعود بن عبدالعزيز